# Tjåloken
Tjåloken är en sjö i Storumans kommun i Lappland och ingår i Umeälvens huvudavrinningsområde. Sjön har en area på 0,602 kvadratkilometer och ligger 666,2 meter över havet. Tjåloken ligger i Vindelfjällen Natura 2000-område. Sjön avvattnas av vattendraget Gurisbäcken.

## Delavrinningsområde
Tjåloken ingår i det delavrinningsområde (728724-150616) som SMHI kallar för Utloppet av Tjåloken. Medelhöjden är 732 meter över havet och ytan är 6,91 kvadratkilometer. Det finns ett avrinningsområde uppströms, och räknas det in blir den ackumulerade arean 25,59 kvadratkilometer. Gurisbäcken som avvattnar avrinningsområdet har biflödesordning 3, vilket innebär att vattnet flödar genom totalt 3 vattendrag innan det når havet efter 348 kilometer. Avrinningsområdet består mestadels av skog (66 procent) och sankmarker (17 procent). Avrinningsområdet har 0,6 kvadratkilometer vattenytor vilket ger det en sjöprocent på 8,7 procent.